# Ciclopentanona
Ciclopentanona é um composto orgânico líquido incolor com um cheiro similar ao cheiro de menta. É uma cetona cíclica, estruturalmente similar ao ciclopentano, consistindo de um anel de cinco carbonos contendo um grupo funcional cetona.

## Segurança
O composto é estável, mas inflamável; o vapor é 2,3 vezes mais denso que o ar, e é explosivo quando combinado com este. Ciclopentanona é nociva se ingerido, inalado ou absorvido pela pele. É também irritante a pele e sistema respiratório, e severamente irritante aos olhos.